# Earl of St. Germans

Wappen der Barone Eliot und Earls of St. Germans

Earl of Saint Germans, in the County of Cornwall, ist ein erblicher britischer Adelstitel in der Peerage of the United Kingdom, der nach dem Ort St. Germans in Cornwall benannt ist.
Familiensitz der Earls ist Port Eliot bei Saltash in Cornwall.

## Verleihung und nachgeordnete Titel
Der Titel wurde 1815 für John Eliot, 2. Baron Eliot geschaffen. Die Verleihung erfolgte mit dem besonderen Zusatz, dass der Titel in Ermangelung eigener männlicher Nachkommen auch an seinen Bruder William Eliot und dessen männliche Nachkommen vererbbar sei.
Bereits 1804 hatte er von seinem Vater den diesem 1784 in der Peerage of Great Britain verliehenen Titel Baron Eliot, of St. Germans in the County of Cornwall, geerbt. Dieser wird seither als nachgeordneter Titel des Earls geführt und der Heir apparent des Earls führt den davon abgeleiteten Höflichkeitstitel Lord Eliot.

## Liste der Titelinhaber

### Barone Eliot (1784)
- Edward Craggs-Eliot, 1. Baron Eliot (1727–1804)
- John Eliot, 2. Baron Eliot (1761–1823) (1815 zum Earl of St. Germans erhoben)

### Earls of Saint Germans (1815)
- John Eliot, 1. Earl of St. Germans (1761–1823)
- William Eliot, 2. Earl of St. Germans (1767–1845)
- Edward Eliot, 3. Earl of St. Germans (1798–1877)
- William Eliot, 4. Earl of St. Germans (1829–1881)
- Henry Eliot, 5. Earl of St. Germans (1835–1911)
- John Eliot, 6. Earl of St. Germans (1890–1922)
- Granville Eliot, 7. Earl of St. Germans (1867–1942)
- Montague Eliot, 8. Earl of St. Germans (1870–1960)
- Nicholas Eliot, 9. Earl of St. Germans (1914–1988)
- Peregrine Eliot, 10. Earl of St. Germans (1941–2016)
- Albert Eliot, 11. Earl of St. Germans (* 2004)

Voraussichtlicher Titelerbe (Heir apparent) ist der Onkel des aktuellen Titelinhabers.